# 塞阿爾普湖
47°16′8″N 9°24′0″E / 47.26889°N 9.40000°E

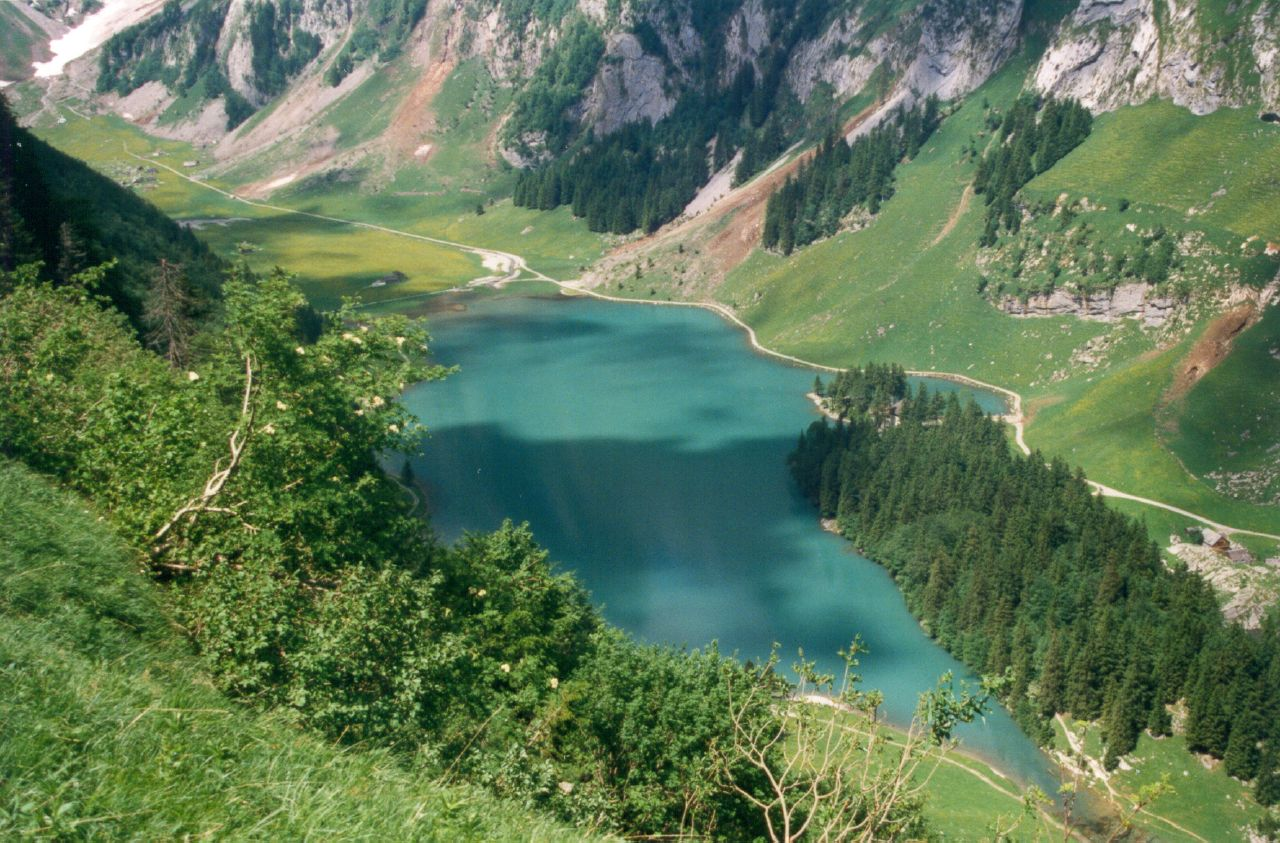

塞阿爾普湖（Seealpsee），是瑞士的湖泊，位於該國東北部，由內阿彭策爾州負責管轄，處於阿爾卑斯坦山脈，面積0.01平方公里，海拔高度1,143米，最大水深15米。